# 9516 Inasan
9516 Inasan (1976 YL3) là một tiểu hành tinh vành đai chính được phát hiện ngày 16 tháng 12 năm 1976 bởi L. I. Chernykh ở Đài vật lý thiên văn Crimean.